# Francisco Rubio Llorente
Francisco Rubio Llorente (Berlanga, 25 de febrero de 1930-Madrid, 23 de enero de 2016) fue un jurista español, catedrático de la Universidad Complutense de Madrid, vicepresidente del Tribunal Constitucional y presidente del Consejo de Estado entre 2004 y 2012.

## Biografía
Cursó la Licenciatura en Derecho en las Universidades de Sevilla y Madrid (1948-1953) y en 1964 obtuvo en esta el título de Doctor, galardonado con Premio Extraordinario. Tiene el Diploma del Instituto de Estudios Políticos de Madrid, el Diploma del Instituto de Sociología  y Psicología Social de la Universidad de Colonia (Alemania) y el Diploma de Tercer Ciclo del Instituto de Estudios Políticos de París, así como el de Doctorado de Universidad de la Sorbona (1958). Casado con Felicia de Casas, con la que tuvo tres hijos.

## Actividad profesional
Su actividad profesional se desarrolló en tres planos distintos, aunque ocasionalmente secantes: función pública, docencia e investigación y desempeño de cargos por designación de las Cortes o del Gobierno.

### Función pública
En 1956 ingresó, mediante oposición, en el Cuerpo Técnico de la Administración Civil (hoy Cuerpo Superior de Administradores Civiles del Estado, con destino en el Ministerio de Educación y Ciencia y en 1968 en el de Letrado de las Cortes. Además dirigió el Centro de Estudios Constitucionales.

### Docencia e investigación
Iniciado en la carrera académica por el profesor Eduardo García de Enterría, pudo beneficiarse más tarde del magisterio del profesor Manuel García-Pelayo. Fue profesor en la Facultad de Derecho de la Universidad Central de Venezuela (1959-1967) y en las Facultades de Ciencias Políticas y de Derecho en la Universidad Complutense, de la que fue catedrático hasta su jubilación. Entre 1994 y 2004 fue director del Departamento de Estudios Europeos en el Instituto Universitario Ortega y Gasset (Madrid). Fue profesor invitado en las Universidades de Aix en Provence y Pau (Francia), Siena (Italia) y Friburgo (Suiza) y ha dictado cursos en el Instituto Universitario Europeo de Florencia y en la Universidad de Harvard. Fue miembro del Consejo Científico del Annuaire International de Justice Constitutionnelle y entre 1986 y 1995, del Instituto EUROREGIONS, de la Universidad de Friburgo (Suiza). Fue miembro de la Academia Europea Cambridge, 1986) y miembro correspondiente de la Academia Argentina de Derecho Constitucional. 
Dirigió numerosas tesis doctorales. Director de la Revista Española de Derecho Constitucional desde su creación hasta su fallecimiento; fue autor de numerosos estudios de Derecho Constitucional e Historia del Pensamiento Político, buena parte de los cuales están recogidos en los tres volúmenes de la compilación La Forma del Poder (3ª. Edición, CEPC, Madrid 2012).  Desde 1974 fue colaborador frecuente de la prensa española. Tradujo diversos libros del francés, el inglés: F. E. Adcock, Las ideas y la práctica política en Roma (Instituto de Estudios Políticos, Caracas, 1959) y E. G. Meehan, «Pensamiento político contemporáneo» (Revista de Occidente, Madrid, 1973) y del alemán (Karl Marx:Escritos de Juventud. Selección, traducción  y estudio preliminar (Instituto de Estudios Políticos, Antologías del pensamiento Político, vol. V, Caracas, 1965); Economía y Filosofía. Los manuscritos marxistas de 1844. Estudio preliminar, selección, traducción y notas (Alianza Editorial, Madrid 1968); Max Weber, El político y el científico (Alianza Editorial, Madrid, 1970) y G. Ritter, «El problema ético del poder» (Revista de Occidente, Madrid, 1973).

### Cargos públicos
Desde septiembre de 1977 hasta abril de 1979 fue Secretario General del Congreso de los Diputados y en esa calidad asesor de la Ponencia que redactó el anteproyecto de Constitución. Entre abril de 1979 y febrero de 1980 fue director del Centro de Estudios Constitucionales  y participó en la elaboración de las primeras leyes dictadas en desarrollo de la Constitución. Entre febrero de 1980 y abril de 1989 fue magistrado del Tribunal Constitucional, cuya vicepresidencia ostentó desde esta última fecha hasta junio de 1992. De mayo de 2004 hasta abril de 2012 fue presidente del Consejo de Estado.

## Honores y condecoraciones
Fue doctor honoris causa por las universidades de Oviedo y Valladolid y catedrático Honorífico de la de Madrid. Estaba en posesión la gran cruz de la Orden del Mérito Civil (2000), la gran cruz de la Orden del Mérito Constitucional, la gran cruz de la Orden de Isabel la Católica (1992), la gran cruz de la Orden de Alfonso X el Sabio y la gran cruz de la Orden de San Raimundo de Peñafort, así como la Medalla de Extremadura (2008) y de la Guardia Civil. En 2012 fue galardonado con el Premio Pelayo a juristas de reconocido prestigio.
| Predecesor: Gloria Begué Cantón        | Vicepresidente del Tribunal Constitucional 1989-1992 | Sucesor: Luis López Guerra          |
| Predecesor: José Manuel Romay Beccaría | Presidente del Consejo de Estado de España 2004-2012 | Sucesor: José Manuel Romay Beccaría |